# Tagadir
Tagadir o tagakap fou un títol hereditari d'Armènia que significa 'coronador'. El tenien els bagràtides i vol dir que tenien l'honor (pativ) de coronar cada nou rei. Segons l'historiador Vardan Areveltxí, el 876 l'emperador romà d'Orient Basili I el Macedoni, d'orígens armenis, envià un ambaixador al rei armeni Asoci Bagratuní per demanar-li una corona reial.